# Tianjin Open 2017
Tianjin Open 2017 — жіночий професійний тенісний турнір, що проходив на кортах з твердим покриттям. Це був 4-й за ліком турнір. Належав до Туру WTA 2017. Відбувся в Tuanbo International Tennis Centre у Тяньдзіні (Китай). Тривав з 9 до 15 жовтня 2017 року.

## Очки і призові

### Нарахування очок
| Дисципліна       | П   | Ф   | ПФ  | ЧФ | 1/8 | 1/16 | Q   | Q2  | Q1  |
| Одиночний розряд | 280 | 180 | 110 | 60 | 30  | 1    | 18  | 12  | 1   |
| Парний розряд    | 280 | 180 | 110 | 60 | 1   | Н/Д  | Н/Д | Н/Д | Н/Д |

### Призові гроші
| Дисципліна       | П        | Ф       | ПФ      | ЧФ     | 1/8    | 1/161  | Q2     | Q1   |
| Одиночний розряд | $111,164 | $55,324 | $29,730 | $8,898 | $4,899 | $3,026 | $1,470 | $865 |
| Парний розряд *  | $17,724  | $9,222  | $4,951  | $2,623 | $1,383 | Н/Д    | Н/Д    | Н/Д  |

1 Кваліфаєри отримують і призові гроші 1/16 фіналу

* на пару

## Учасниці основної сітки в одиночному розряді

### Сіяні
| Країна    | Гравчиня           | Рейтинг1 | Сіяна |
| --------- | ------------------ | -------- | ----- |
| Франція   | Каролін Гарсія     | 15       | 1     |
| Чехія     | Петра Квітова      | 18       | 2     |
| КНР       | Пен Шуай           | 25       | 3     |
| Хорватія  | Донна Векич        | 46       | 4     |
| Казахстан | Юлія Путінцева     | 48       | 5     |
| Греція    | Марія Саккарі      | 50       | 6     |
| Україна   | Леся Цуренко       | 51       | 7     |
| США       | Алісон Ріск        | 53       | 8     |
| Румунія   | Ірина-Камелія Бегу | 57       | 9     |

- 1 Рейтинг подано станом на 2 жовтня 2017

### Інші учасниці
Нижче наведено учасниць, які отримали вайлдкард на участь в основній сітці: 
- Лю Фанчжоу
- Марія Шарапова
- Ван Сю

Нижче наведено гравчинь, які пробились в основну сітку через стадію кваліфікації:
- Лорен Девіс
- Сара Еррані
- Ґо Ханю
- Лу Цзінцзін
- Родіонова Аріна Іванівна
- Стефані Фегеле

Учасниці, що потрапили до основної сітки як щасливий лузер:
- Хань Сіньюнь

### Знялись з турніру
До початку турніру
- Місакі Дой →її замінила  Крісті Ан
- Каролін Гарсія →її замінила  Хань Сіньюнь
- Сабіне Лісіцкі →її замінила  Чжу Лінь
- Євгенія Родіна →її замінила  Арина Соболенко

## Учасниці основної сітки в парному розряді

### Сіяні
| Країна   | Гравчиня            | Країна     | Гравчиня        | Рейтинг1 | Сіяна |
| -------- | ------------------- | ---------- | --------------- | -------- | ----- |
| Україна  | Катерина Бондаренко | Росія      | Алла Кудрявцева | 164      | 1     |
| Японія   | Нао Хібіно          | Чорногорія | Данка Ковінич   | 167      | 2     |
| Словенія | Даліла Якупович     | Сербія     | Ніна Стоянович  | 169      | 3     |
| КНР      | Лян Чень            | КНР        | Лу Цзінцзін     | 210      | 4     |

- 1 Рейтинг подано станом на 2 жовтня 2017

## Переможниці

### Одиночний розряд
- Марія Шарапова —  Арина Соболенко, 7–5, 7–6 (10–8)

### Парний розряд
- Ірина-Камелія Бегу /  Сара Еррані —  Даліла Якупович /  Ніна Стоянович, 6–4, 6–3